# Rolls-Royce Trent 900

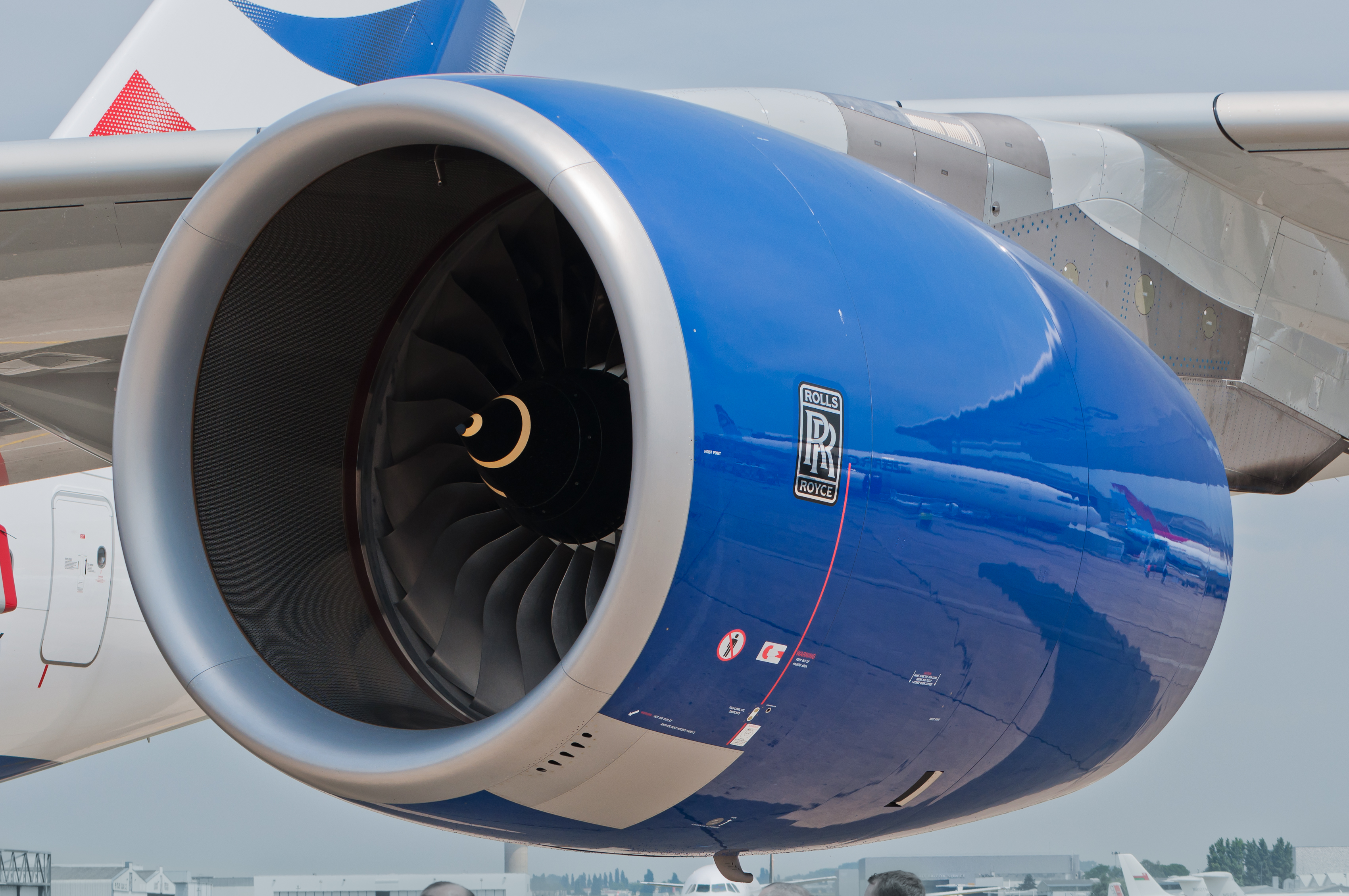
Rolls-Royce Trent 900 op Airbus A380 (British Airways)

De Rolls-Royce Trent 900 is een turbofanmotor speciaal ontworpen voor de Airbus A380. Daarmee was de Trent 900 de grootste straalmotor die Rolls-Royce ooit had gebouwd. 
In 1996 maakte Rolls-Royce bekend dat het de Trent 900 zou ontwikkelen om de Airbus A380 aan te drijven. In oktober 2000 zou de Trent 900 de eerste motor worden voor de Airbus A380 nadat Singapore Airlines had laten weten de Trent 900 te prefereren voor zijn bestelling van tien vliegtuigen van het type A380. In februari 2001 gaf ook Qantas aan dat het de Trent 900 moest worden voor de aandrijving van de Airbus A380.
De Trent 900 maakte zijn eerste vlucht op 17 mei 2004 met de Airbus A340-300. De oorspronkelijke motor, de CFM56-5, werd vervangen door de Trent 900.
In oktober 2007 kondigde Rolls-Royce aan de productie van de Trent 900 opnieuw te starten na een schorsing van twaalf maanden als gevolg van vertragingen bij de A380. Op 7 september plaatste British Airways een order van twaalf A380-toestellen met de Trent 900. Hierdoor was eind december 2007 het marktaandeel van de Trent 900 op de A380 gestegen naar 53 procent.